# Murder in Mind
Murder in Mind is een Engelse televisieserie die in 2001 is gestart en waarvan tot en met 2003, 23 afleveringen geproduceerd werden. Iedere aflevering heeft een apart verhaal en telkens een geheel nieuwe rolbezetting. Daarbij komen we ook acteurs tegen die we uit andere detectives kennen, zoals David Suchet uit Poirot en National Crime Squad en Kevin Whately, sergeant Lewis uit Inspector Morse en Lewis.

## Afleveringen
- Teacher - 2001
- Flame - 2001
- Motive - 2001
- Mercy - 2001
- Vigilante - 2001
- Neighbours - 2001
- Sleeper - 2001
- Passion - 2002
- Disposal - 2002
- Rage - 2002
- Swan Song - 2002
- Flashback - 2002
- Victim - 2002
- Memories - 2002
- Regrets - 2002
- Echoes - 2003
- Favours - 2003
- Stalkers - 2003
- Suicide - 2003
- Contract - 2003
- Landlord - 2003
- Justice - 2003
- Cornershop - 2003